# Lipovica (Leskovac)
Lipovica (Leskovac) (em cirílico: Липовица) é uma vila da Sérvia localizada no município de Leskovac, pertencente ao distrito de Jablanica, na região de Jablanica. A sua população era de 1149 habitantes segundo o censo de 2002.

## Demografia
| 1948  | 1953  | 1961  | 1971  | 1981  | 1991  | 2002  | 2011  |
| ----- | ----- | ----- | ----- | ----- | ----- | ----- | ----- |
| 1 328 | 1 401 | 1 448 | 1 517 | 1 474 | 1 433 | 1 287 | 1 149 |